# Bamazomus shanghang
Espèce
Bamazomus shanghang est une espèce de schizomides de la famille des Hubbardiidae.

## Distribution
Cette espèce est endémique du Fujian en Chine. Elle se rencontre dans le xian de Shanghang.

## Description
Le mâle holotype mesure 4,37 mm et la femelle paratype 4,52 mm.

## Systématique et taxinomie
Cette espèce a été décrite par Zheng, Gong et Zhang en 2024.

## Étymologie
Son nom d'espèce lui a été donné en référence au lieu de sa découverte, le xian de Shanghang.

## Publication originale
- (en) Zheng, Gong et Zhang, « Two new species of Bamazomus Harvey, 1992 from southern China (Schizomida, Hubbardiidae) », ZooKeys, vol. 1204,‎ 2024, p. 337-353 (lire en ligne)